# El sonido
El Sonido es el nombre del segundo álbum y a la vez segundo LP editado por la banda chilena Guiso. Se compone de 8 temas y fue producido, grabado y editado por la misma banda, a través de su sello Algo Records.
El LP fue grabado durante 2004, y fue la segunda producción realizada por la banda. El tema El Sonido ya había sido lanzado el año anterior (2003) como un sencillo.

## Canciones
1. El Sonido
2. Delay
3. Go-go
4. Fe
5. Frío
6. Qué voy hacer
7. Solución
8. Dámelo